# Португал, Исрул-Аврум
Исру́л-Авру́м Португа́л, известный как Скулянский Ребе (Скуленер Ребе, идиш ישראל אַבֿרהם פּאָרטוגאַל‎, или идиш דער סקולענער רבי‎ — дэр скуле́нэр рэ́бэ;
2 июня 1923, Скуляны, Бессарабия, Румыния — 1 апреля 2019, Госпиталь Джонса Хопкинса, Балтимор, Мэриленд) — хасидский цадик, ребе скулянской династии.

## Биография
Исрул-Аврум Португал родился 2 июня 1925 года в бессарабском местечке Скуляны (идиш: Скуле́н, ныне Скуле́нь Унгенского района Молдовы) в потомственной раввинской семье — единственный сын первого скулянского ребе Лейзер-Зисе Португала (в ту пору раввина местечка Скуляны). Дед будущего ребе — Исрул-Аврум Португал, в честь которого его назвали, также был раввином Скулян.
В конце 1930-х годов вместе с родителями поселился в Черновицах при дворе Садагорского цадика Ружинской династии Аврум-Янкев Фридмана. В годы Великой Отечественной войны вместе с семьёй был интернирован в Черновицком гетто, а после окончания войны в 1945 году покинул Черновцы и переехал в Бухарест.
В 1960 году эмигрировал в США, поселился в бруклинском районе Уильямсберг, где его отец возглавил новый хасидский двор — Скулянскую династию (סקולענער הױף — скуленэр ойф, идиш: скулянский двор). После смерти отца в 1982 году стал новым скуленским ребе с резиденцией в бруклинском районе Боро-Парк.
Образ жизни ребе, как принято в хасидских ответвлениях ружинского толка, отличается аскетизмом — ограничением потребления пищи (один приём пищи в день), депривацией сна (3—4 часа в сутки), скромным обиходом. В общине, как и в большинстве хасидских дворов, нет доступа к телевидению и интернету. Как и его отец, реб Исрул-Аврум сочинил ряд хасидских напевов, некоторые из которых были записаны на компакт-дисках светскими исполнителями. Ребе также взял на себя руководство благотворительной сетью «Хесед леАвpohoм», основанной его отцом. Его старший сын Шае-Янкев Португал возглавляет скулянскую общину в Монреале.
Вместе с сыновьями И. А. Португал посетил места своего детства в Молдавии в 2011 году. Жена — Рейзл Португал (1925—2005).

## Генеалогия
- реб Шая Шор Йосэр (идиш: из Ясс), автор «Келил Тиферес»

- реб Исрул-Аврум Португал (прозванный Шем В’Шеарис по названию его известного трактата) — хасид Бухушского (реб Исрул-Шулэм-Йосэф Фридман) и Садагурского ребе (реб Мордхэ-Йосэф Фридман)

- Элиэйзер-Зисе Португал, первый Скулянский Ребе

- Реб Исрул-Аврум Португал, второй Скулянский Ребе

- Реб Ишая-Яаков Португал (?—2024), третий Скулянский Ребе
- Реб Меер Португал, Скулянский Ребе в Вильямсбурге, Бруклин
- Реб Эфроим-Хаим-Идэ Португал, Скулянский Ребе в Монси, Нью-Йорк
- Реб Цви-Ноех Португал, Скулянский Ребе в Лейквуде, Нью-Джерси
- Реб Шмил-Мордхэ Португал, Скулянский Ребе в Боро-Парке, Нью-Йорк